# Mads Christiansen
Mads Christiansen (Næestved, 3 de mayo de 1986) es un jugador de balonmano danés que juega de lateral derecho en el Fredericia HK y en la selección de balonmano de Dinamarca.
Con la selección ganó la medalla de oro en los Juegos Olímpicos de Río de Janeiro 2016 y en el Campeonato Europeo de Balonmano Masculino de 2012.
También logró la medalla de plata en el Campeonato Mundial de Balonmano Masculino de 2011 y en el Campeonato Europeo de Balonmano Masculino de 2014.

## Palmarés

### Aalborg
- Liga danesa de balonmano (3): 2010, 2020, 2021

### Bjerringbro-Silkeborg
- Liga danesa de balonmano (1): 2016

## Clubes
- GOG Gudme (2004-2006)
- TMS Ringsted (2006-2008)
- Aalborg HB (2008-2011)
- Team Tvis Holstebro (2011-2013)
- Bjerringbro-Silkeborg (2013-2016)
- SC Magdeburg (2016-2019)
- Aalborg HB (2019-2021)
- Fredericia HK (2021-Act.)